# Степан (кот)
Степан (род. 2008, Харьков) — кот, проживавший на Украине, ныне живущий во Франции. Получил мировую известность в социальных сетях из-за видео со своим невозмутимым видом. Имеет более полутора миллионов подписчиков в TikTok и Instagram.

## История
Родился в 2008 году в Харькове. Владелица Степана Анна нашла его маленьким котёнком. С той поры кот жил вместе с ней в харьковской многоэтажке на Салтовке. Имеет мраморно-полосатую (табби) окраску.
В 2020 году, в период карантина, Анна сняла первое видео с участием своего кота, которое впоследствии набрало несколько миллионов просмотров. С тех пор она выкладывает новые фотографии и видео со Степаном почти каждый день, каждый раз придумывая новые образы для кота. В 2021 году кот Степан стал объектом многочисленных мемов в интернете.
В ноябре 2021 года в своём профиле в Instagram на кота обратила внимание певица Бритни Спирс. Публикация собрала более 1,3 млн лайков и почти девять тысяч комментариев. Ранее, о харьковском коте в своих соцсетях делали посты модель Хейли Бибер и актриса Диана Крюгер. Вскоре после этого итальянский модный дом Valentino опубликовал рекламу одной из своих сумок с изображением кота Степана.
После начала вторжения России на Украину в 2022 году хозяйка вместе с котом была вынуждена бежать в Польшу. Перед эвакуацией они провели две ночи в подвале, спасаясь от обстрелов. По прибытии в Польшу активисты помогли семье найти убежище во Франции. В конце марта на страницах Степана в Instagram и TikTok было объявлено о сборе средств в помощь животным на Украине. За несколько дней было собрано более 10 000 долларов.